# Evgueni Liberman
Pour les articles homonymes, voir Liberman.
 (janvier 2021).
La mise en forme du texte ne suit pas les recommandations de Wikipédia : il faut le « wikifier ».
Les points d'amélioration suivants sont les cas les plus fréquents. Le détail des points à revoir est peut-être précisé sur la page de discussion.
- Les titres sont pré-formatés par le logiciel. Ils ne sont ni en capitales, ni en gras.
- Le texte ne doit pas être écrit en capitales (les noms de famille non plus), ni en gras, ni en italique, ni en « petit »…
- Le gras n'est utilisé que pour surligner le titre de l'article dans l'introduction, une seule fois.
- L'italique est rarement utilisé : mots en langue étrangère, titres d'œuvres, noms de bateaux, etc.
- Les citations ne sont pas en italique mais en corps de texte normal. Elles sont entourées par des guillemets français : « et ».
- Les listes à puces sont à éviter, des paragraphes rédigés étant largement préférés. Les tableaux sont à réserver à la présentation de données structurées (résultats, etc.).
- Les appels de note de bas de page (petits chiffres en exposant, introduits par l'outil «  Source ») sont à placer entre la fin de phrase et le point final[comme ça].
- Les liens internes (vers d'autres articles de Wikipédia) sont à choisir avec parcimonie. Créez des liens vers des articles approfondissant le sujet. Les termes génériques sans rapport avec le sujet sont à éviter, ainsi que les répétitions de liens vers un même terme.
- Les liens externes sont à placer uniquement dans une section « Liens externes », à la fin de l'article. Ces liens sont à choisir avec parcimonie suivant les règles définies. Si un lien sert de source à l'article, son insertion dans le texte est à faire par les notes de bas de page.
- La présentation des références doit suivre les conventions bibliographiques. Il est recommandé d'utiliser les modèles {{Ouvrage}}, {{Chapitre}}, {{Article}}, {{Lien web}} et/ou {{Bibliographie}}. Le mode d'édition visuel peut mettre en forme automatiquement les références.
- Insérer une infobox (cadre d'informations à droite) n'est pas obligatoire pour parachever la mise en page.

Pour une aide détaillée, merci de consulter Aide:Wikification.
Si vous pensez que ces points ont été résolus, vous pouvez retirer ce bandeau et améliorer la mise en forme d'un autre article.
 (janvier 2021).
 (janvier 2021).
Si vous disposez d'ouvrages ou d'articles de référence ou si vous connaissez des sites web de qualité traitant du thème abordé ici, merci de compléter l'article en donnant les références utiles à sa vérifiabilité et en les liant à la section « Notes et références ».
 (janvier 2021).
Evgueni Iakovlevitch Liberman (en russe : Евгений Яковлевич Либерман ; né le 22 novembre 1925 et mort le 5 août 2003 à Moscou) est un pianiste russe et soviétique, pédagogue, professeur à l’Académie de musique Gnessine de la fédération de Russie, représentant de l’école de piano enseignée par Heinrich Neuhaus, auteur de publications et de livres sur l’art du piano.

## Biographie
Evgueni Iakovlevitch Liberman est né à Moscou le 22 novembre 1925 dans une famille juive.
Son père, Iakov Abramovitch Liberman (1889 – 1965) était économiste au Ministère de la planification et sa mère – Anna (Sarah) Mikhaïlovna Liberman (1895 – 1987) était femme au foyer.
Tout le parcours de Evgueni Liberman se fit au sein de l’Institut Gnessine. Il commence ses études dans la classe d'Evguenia Borissovna Hekker à l’école primaire Gnessine.
Au début de la Seconde Guerre mondiale, Evgueni Liberman, à peine âgé de 16 ans est évacué avec son école à Tachkent. Il devient pendant ce court moment élève d’un grand pédagogue de Leningrad, Leonid Nikolaïev.
À l’âge de 18 ans Evgueni Liberman fait son service militaire dans la flotte de la Baltique de 1944 à 1946 et n’a pas pris part aux combats. En 1946, à la démobilisation, il est admis à l’Institut musical pédagogique Gnessine (l’ancien nom de l’Académie de musique Gnessine de la fédération de Russie) dans la classe du professeur Heinrich Goustavovitch Neuhaus. À l’issue de ses études en 1950 il commence sa carrière pédagogique dans la spécialité piano (dans les classes primaires) puis, à partir de 1959 à l’Institut Gnessine.
En 1977 il reçoit le titre d’enseignant, puis en 1986 – celui de professeur agrégé de piano. Il a consacré toute sa vie à l’enseignement à l’Académie Gnessine et continuait à travailler même quand il était déjà très malade.
En 1991-92 Evgueni Liberman enseigne en Israël à l’Académie musicale de l’Université de Tel-Aviv, actuelle Buchmann-Mehta Scholl of Music.
Il est mort le 5 août 2003 et repose à Moscou au cimetière Donskoï.

## Travail pédagogique et activité concertiste
(janvier 2021).
Elève de Heinrich Neuhaus, Evgueni Liberman est l’un des brillants représentants de l’art de piano[non neutre] tel que Neuhaus l’enségnait[source secondaire nécessaire].
Extrait d’un article de S. Grokhotov sur Evgueni Liberman Au piano avec Evgueni Liberman
« ... il suffit d’un détail soufflé par le professeur — mouvement du poignet, l’appui sur tel ou tel doigt ou bien le groupement des sons dans le mental — et le sentiment d’inconfort disparaît.

Liberman fut un véritable magicien dans la mécanique du jeu de piano. Il semblait qu’il connaissait la solution à tous les problèmes complexes de mouvement et trouvait des réponses à tous les pièges...
On sait quel rôle important dans l’enseignement de musique est le fait de montrer comment faire directement par le professeur... de son jeu émanait un incroyable élan émotionnel. Il suffisait seulement de quelques mesures joués avec passion, avec entrain et de manière totalement engagée... pour arriver à « enflammer » sérieusement l’élève... Ce qui impressionnait le plus dans ces démonstrations était la qualité de son, une richesse sonore formidable (peu importe l’instrument de mauvaise qualité ou bien trop vieux) – cela semblait incroyable.

... On se souvient : professeur et son élève dans la classe. Tard dans la soirée. Le professeur est emballé, enflammé par Beethoven ou Chopin... »
Evgueni Liberman a donné des master classes dans de nombreuses villes de l’Union Soviétique (tels que Magnitogorsk, Tcheliabinsk, Novomoskovsk, Voronej, Kostroma, etc), et a enregistré pour de nombreux manuels des commentaires sur la méthode accompagnés d’interprétations.
Evgueni Liberman est l’auteur de plus de cinquante recueils scientifiques sur différents thèmes de l’interprétation au piano, ainsi que les critiques des concerts donnés par des grands musiciens (parmi lesquels sont Emile Gillels, Ekaterina Novitskaïa, Evgueni Kissine)
Les articles de Evgueni Liberman étaient publiés régulièrement dans les revues
« Musique Soviétique » (Sovietskaïa muszika » et « La Vie Musicale » (Muzikalnaja jizn)
Evgueni Liberman a commencé à donner des concerts encore très jeune, il jouait des récitals chaque année à Moscou et dans d’autres villes de l’URSS.
Les critiques remarquaient la richesse et la diversité de son répertoire, un goût raffiné dans la composition des programmes de ses récitals.
Evgueni Liberman est le premier interprète en URSS de toutes les sonates et fantaisies de Mozart exécutées lors d’une seule saison musicale (1964-65).
Extrait du recueil « Pianiste contemporains » :
« L’enseignement laisse relativement peu de temps à E. Liberman à se consacrer à une carrière active de concertiste. Néanmoins les concerts du pianiste aussi bien à Moscou que dans d’autres villes, attirent un grand public par le contenu des programmes mais aussi par la recherche individuelle liée aux problèmes de l’interprétation.

Le naturel, la beauté sonore, la compréhension mûrie du style – toutes ces caractéristiques remarquées par les critiques, sont mises en relief par sa démarche d’interprétation des grandes œuvres du répertoire traditionnel. Il joue souvent Mozart et Beethoven, Schubert et Debussy, Prokofiev et Chostakovich.
« Liberman est un musicien raffiné, doux, faisant davantage penser à un aquarelliste par ses images sonores, plutôt qu’aux peintres à l’huile, - peut-on lire dans la revue
« Musique Soviétique » (Sovietskaïa muzika). L’exactitude parfaite de sa vision musicale, l’intonation appropriée de son interprétation , la mise en évidence de la maîtrise parfaite de la technique se rapprochent quelques fois d’une certaine didactique...
En résumé, il faudrait remarquer les qualités propre au pianiste – clarté dans les objectifs d’interprétation, une merveilleuse sonorité de l’instrument dans le Piano, l’art de pédale raffiné. »

Il ne faut pas non plus oublier la richesse de répertoire du musicien. Rappelons-nous, par exemple, qu’il a inclus dans un de ses programmes, tout une palette intéressante de l’écriture du XXe siècle – œuvres de Villa Lobos, Honegger, Poulenc, Millaud. »

## Enregistrements
- Evgueni Liberman sur l’interprétation des sonates de Mozart (Manuel avec le support d’enregistrement : interprétation et commentaires sur la méthode. Mozart – sonates pour piano en si bémol majeur K281 et si bémol majeur K570. maison de disque « Melodia »)
- 24 préludes de D. Chostakovich op 34 – 1961 (Chostakovich – préludes, op.34 , maison d’édition « Melodia » Manuel avec le support d’enregistrement : interprétation et commentaires sur la méthode)

## Livres
- « Travail sur la technique de piano » 1971 , Maison d’édition « Muzika » ( ré édité à plusieurs reprises)

Traduit en japonais, tchèque et serbe.
- « Travail de réflexions de pianiste sur le texte de compositeur » 1988 Maison d’édition « Muzika »

(Ré-édité souvent)
- Sonates pour piano de Beethoven. Éditions 1, 2, 3, 4.

L’analyse des particularités du contenu musical et de la forme de toutes les sonates de Beethoven
Maison d’édition « Muzika », Moscou 2003 et 2005

## Articles
- « Programme consacré à Chopin par Neuhaus ». Magazine « Sovietskaïa muzika » no 12, 1965
- « une identité, une vision nouvelle » (concert de E. Novitskaïa Magazine « Sovietskaïa muzika » no 10, 1976
- « Artiste - penseur » ( aux concerts de Emile Gillels) Magazine « Sovietskaïa muzika » no 6, 1978
- « Sur Jenia Kissine » 1984 , notes dans le livret du disque « Melodia » (premier Cd solo du pianiste Evgueni Kissin)
- « Jenia Kissine » dans le magazine « Melodia » no 1, 1985

## Élèves
Parmi les élèves de E. Liberman sont les musiciens-pédagogues :
- Oleg Tcharovitch Moussorine, Professeur dans la classe d’ensembles de chambre et de quatuor à l’Académie de musique Gnessine de la fédération de Russie ;
- Ivan Anatolievitch Tikhomirov, Principal professeur dans la classe de piano à l’Académie de musique Gnessine de la fédération de Russie ;
- Sergueï Vladimirovitch Grokhotov, Professeur dans la classe d’histoire et de la théorie d’interprétation au Conservatoire de Moscou ;
- Andreï Iourievitch Djangvaladze , Enseigne la musique électronique à l’Académie de musique Gnessine de la fédération de Russie ;
- Daniil Kramer, pianiste de jazz.

## Vie privée
Evgueni Liberman a été marié deux fois.
Sa première épouse est Berta Lvovna Kremenstein (1923 – 2008), la seconde Marina Abelovna Arzoumanova (née en 1946)
Enfants : Pavel Evguenievitch Lioubimtsev (Liberman) (ru) (né en 1957) ; Karina Evguenievna Arzoumanova (née en 1971) ; Marianna Evguenievna Arzoumanova (née en 1977).